# لميس بن سعد البارقي
لميس بن سعد البارقي الأزدي (توفي بعد 33 ق هـ - 590م): شاعر  جاهلي، من التجار، وكان قبل البعثة النبوية تاجرا يفد إلى مكة المكرمة، قال المرزباني: «لميس بن سعد البارقي. جاهلي، ولعلّه أدرك الإسلام».
وهو صاحب حلف الفضول، وفي ذلك روى عمار بن ياسر عن أبيه - ياسر بن عامر  - قال:«دخل السوق تاجر من بني بارق فباع بضاعته من أبي بن خلف الجمحي، وهو - كما تعلم - مطول سيئ المخالطة، فاضطر البارقي لرفع أمره إلى حلف الفضول، ويقول له الزبير بن عبد المطلب: أخبر أبيا أنك أبلغتنا شكواك، ثم عد إلينا إذا لم يخرج إليك حقك. فأتاه فأخبره فأخرج إليه حقه».
وعن عمر بن شبة قال:«لمس بن سعد البارقي جاهلي. قدم مكة فظلمه أبي بن خلف فأخذ له حلف الفضول بحقه»، وفي رواية أبو الفرج الأصفهاني قال: «وفد لميس بن سعد البارقيّ مكة، فاشترى منه أبيّ بن خلف سلعة، فظلمه إياها، فمشى في قريش فلم يجره أحد، فقال: يظلمني مالي أبيّ سفاهة، وبغيا ولا قومي لديّ ولا صحبي‌».

## النسب
لميس بن سعد البارقي - وقيل لمس بن سعد   - ينتهي نسبه إلى بارق بن حارثة بن عمرو مزيقياء بن عامر ماء السماء بن حارثة الغطريف بن امرئ القيس بن ثعلبة بن مازن بن الأزد بن سبأ.

## حلف الفضول
قال البلاذري «قدم رجل من بارق بسلعة فابتاعها منه أبي بن خلف الجمحي فظلمه - وكان سئ المعاملة والمخالطة - فأتي البارقي أهل حلف الفضول فأخذوا له منه بحقه»، وقال محمد بن حبيب البغدادي:«وكان من حلف الفضول أن لميس بن سعد البارقي من الأزد قدم مكة بتجارة له فاشتراها أبي بن خلف الجمحي ثم ظلمه فيها، فاستعان عليه فلم يجد أحدا يعينه، فقيل له ائت أهل حلف الفضول، فخرج إليهم فكلمهم، فقالوا: اذهب إليه فقل له يقول لك الفضول: أسلم حقه إليه، فإن فعل وإلا فارجع إلينا فأخبرنا وأخبره أنه راجع إلينا، فخرج إليه وبلغه الرسالة، فأعطاه حقه فقال لهم في ذلك»:

### هوامش
1. ↑  وفي المنمق في أخبار قريش رواية أخرى قال: "وقدم رجل من ثمالة فباع سلعة له من أبي بن خلف ..وهو لميس بن سعد البارقي" (انظر: المنمق 1 / 54). وقد نقل هذه الرواية -عن المنمق - صاحب الأغاني وآخرين. ولا يجتمع البارقي مع الثمالي، إلا إن كانت نسبته بلدا إلى الثمالة وهي بلدة كبرى وتاريخية في بارق، والبارقي نسباً. نسخة محفوظة 11 يناير 2020 على موقع واي باك مشين.
2. ↑  أبي بن خلف.
3. ↑  في الأغاني: أيظلمني مالي أُبَيّ سَفاهَةً. وفي أنساب الأشراف: تهضمني حقي بمكة ظالما. وفي المنمق في أخبار قريش: أيهضمني مالي بمكة ظالما. وفي رواية أخرى عن المنمق: أيفجر بي ببطن مكة ظالما، أبيّ ولا قومي لديّ ولا صحبي
4. ↑  في الأغاني: وبَغْيًا ولا قَوْمي لديّ ولا صْحَبي. وفي أنساب الأشراف: أبي ولا قومي إلي ولا صحبي. وفي المنمق في أخبار قريش:  أبي ولا قومي لدي ولا صحبي.
5. ↑  في الأغاني: ويأبى لكم حلف الفضول ظلامتي. وفي أنساب الأشراف: سيأبى لكم حلف الفضول ظلامتي. وفي المنمق في أخبار قريش:  وتأبى لكم حلف الفضول ظلامتي.
6. ↑  في أنساب الأشراف وفي المنمق في أخبار قريش:  بني جمح والحق يؤخذ بالغصب. وفي معجم الشعراء:  بني خلف والحقُ يؤخذ بالعضب.
7. ↑  العضب لغة: السيف القاطع.